# Test match
Un test match («partido de prueba» en español) es un término usado, específicamente en el juego de rugby, para designar un partido internacional jugado generalmente entre dos selecciones nacionales absolutas, siempre que sea reconocido como tal por alguno de los órganos administrativos (federación de rugby) de los equipos nacionales.
Estos partidos son el equivalente a las fechas FIFA que realizan las selecciones nacionales de fútbol y, al igual que en este, el resultado de cada juego influye directamente en el ranking mundial de su respectivo deporte; en el caso del rugby, en el World Rugby Ranking.
Actualmente hay dos series de test matches: La ventana de junio, cuando generalmente los seleccionados del hemisferio norte visitan a los del sur, y la ventana de noviembre, donde los del sur visitan al norte.

## Historia
El primer test match masculino fue entre Escocia e Inglaterra y se jugó en Edimburgo, el 27 de marzo de 1871. Esto ocurrió seis años antes del primer test match de críquet, un año antes del primer partido internacional de fútbol y 24 años antes del primer test match de hockey sobre césped.
El primer uso documentado de esta palabra en relación con el deporte aparece en 1861 cuando se usó, especialmente por los periodistas, para designar a los juegos más importantes (pero en aquella época no internacional) jugados como parte de un tour de cricket por un equipo no oficial de Inglaterra en Australia y se cree que surgió de la idea de que los matches (los partidos) eran un "test (una prueba) de fuerza y competencia" entre los equipos involucrados. Cuando un equipo oficial y totalmente representativo de Australia e Inglaterra y los equipos de rugby empezaron a hacer giras en los otros países una década después, más o menos, el término gradualmente empezó a ser aplicado por los periodistas exclusivamente a los enfrentamientos internacionales en cada gira, aunque no se difundió hasta bien entrada la década de 1880.

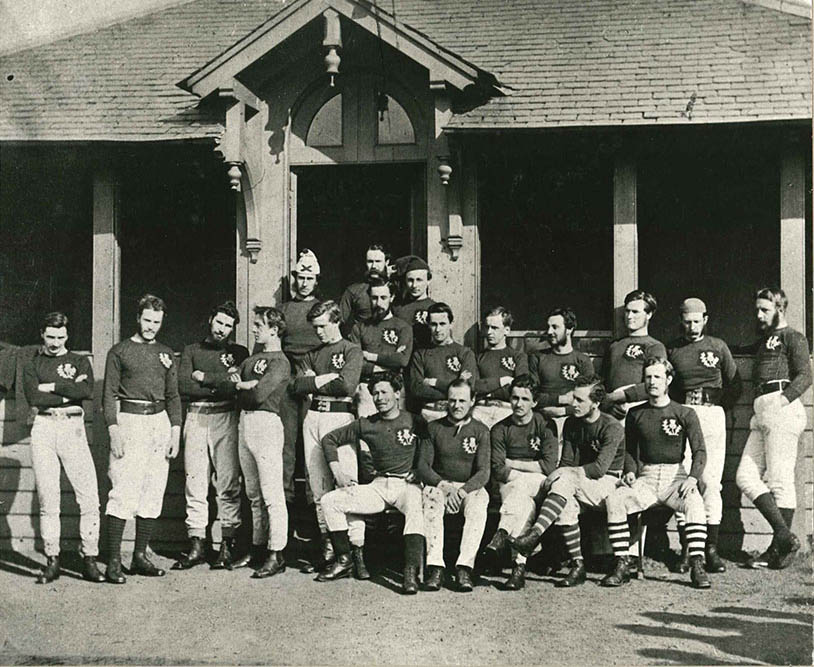
Equipo nacional de rugby de Escocia, que jugó su primer partido internacional contra Inglaterra.

Aunque el ICC controla estrechamente la aplicación del estatus de "test match" en el críquet, la World Rugby (WR) no tiene reglas similares o regulaciones en relación con la concesión oficial del término "test match" o estatus "plenamente internacional" en el rugby. En el rugby, la consideración de un partido como "test match" o "cap" es algo que decide cualquiera de las federaciones de los equipos en liza, con independencia de lo que digan sus oponentes.
Aunque los cuerpos reguladores de cada equipo no necesitan reconocer el partido como un "test match" para que lo sea, es raro que discrepen. El único ejemplo que se recuerda en rugby masculino involucrando a dos naciones del máximo nivel son los enfrentamientos entre los New South Wales Waratahs y los All Blacks en los años 1920. Como se jugaba muy poco rugby en Australia fuera de New South Wales, la Australian Rugby Union retroactivamente concedió "caps" a jugadores de los Waratahs que en los años veinte se enfrentaron a los All Blacks, aunque la New Zealand Rugby Union no había hecho lo mismo para los jugadores All Blacks que jugaron en aquellos partidos. El profesionalismo del rugby y la cobertura internacional de los partidos asegura que sea casi inconcebible que las federaciones discrepen sobre el estatus de un determinado partido hoy en día. Diferencias en reconocimiento hoy casi exclusivamente se dan en partidos entre la selección absoluta de un país fuera de la división superior y un equipo en desarrollo oficial de una nación destacada. Dependiendo de la política de la federación de nivel inferior, estos partidos pueden ser o no considerados "test matches" para ese equipo nacional. Por ejemplo, antes de un cambio en la política de USA Rugby tras la Churchill Cup 2008, se le consideraba un cap pleno cuando su selección nacional absoluta jugó con equipos en desarrollo de la primera división, como los England Saxons, Ireland Wolfhounds, Escocia A, Jaguares de Argentina y Māori All Blacks.
Por otro lado, la federación internacional de rugby femenina tiene normas menos claras. El primer "test" femenino tuvo lugar en 1982 entre los Países Bajos y Francia, pero el deporte no fue ampliamente aceptado o reconocido por muchas de las federaciones nacionales existentes o WR durante muchos años, ni ha atraído el interés de los medios de comunicación. Algunas federaciones no reconocen oficialmente ningún test jugado antes de que ellos se hicieran cargo del rugby femenino – por ejemplo, la federación francesa (FFR) no incluye ningún partido anterior a 1989, y WR, hasta hace poco, no reconoce las primeras dos copas del mundo.
La situación no se limita a la historia. Algunos países – particularmente Inglaterra y Francia, pero ocasionalmente otras grandes naciones – siguen hasta ahora reconociendo caps basándose en la fuerza del equipo que han seleccionado, más que en el carácter del oponente o del estatus del torneo en que se celebra. Tan recientemente como diciembre de 2008, un partido entre Inglaterra y un President's XV irlandés fue considerado un "test match" por la RFUW incluso aunque sus anfitriones y oponentes insisten en que no era el caso. Una diferencia de interpretación similar se aplica a una serie de dos juegos entre EE. UU. y Canadá en 2007 cuando partidos anteriormente anunciados como internacionales los Estados Unidos decidieron poner en el campo a los XV en desarrollo. Canadá cuenta estos juegos como test matches, los Estados Unidos no. En conjunto, el estatus de quizás 5% de los partidos internacionales en rugby femenino es confuso.